# Julio Fernández Cabral
Julio Férnandez Cabral  (nació en Montevideo, Uruguay en 1934). Es un pintor y artista plástico uruguayo, más conocido como Julio Cabral.

## Biografía

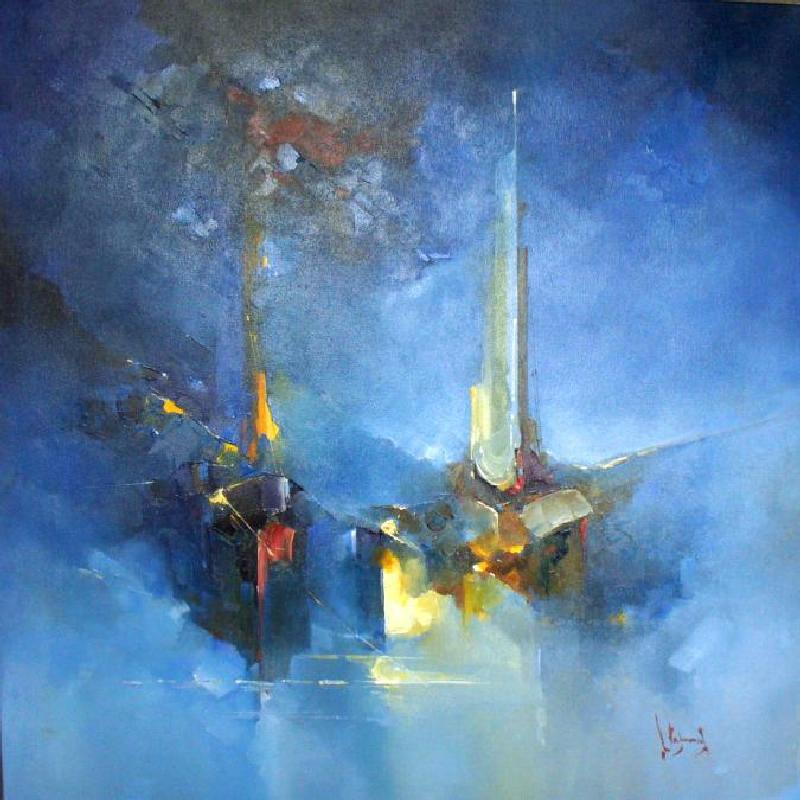
Julio F. Cabral - Óleo espatulado
Colores de la noche. 80x80cm.

En el año 1953 ingresa al taller de arte y pintura del maestro Joaquín Torres García en Montevideo, Uruguay y en el año 1954 lleva a cabo su primera exposición.
Durante los años sucesivos seguirá desarrollando su técnica caracterizada por el uso de la espátula y viajando por diversos países, Brasil, Canadá, España donde realiza exposiciones.
Su pintura ha evolucionado desde el impresionismo al arte abstracto.

## Exposiciones
Participó en varios Salones Nacionales, Municipales y del Interior del Uruguay. Tiene también presencia en Brasil donde residió y realizó numerosas exposiciones.
Desde el año 1964 a 1970 expuso como pintor permanente en la Galería de Arte St. Jean en Quebec Canadá. Ha participado en numerosas exposiciones individuales y colectivas.
Algunas exposiciones individuales:

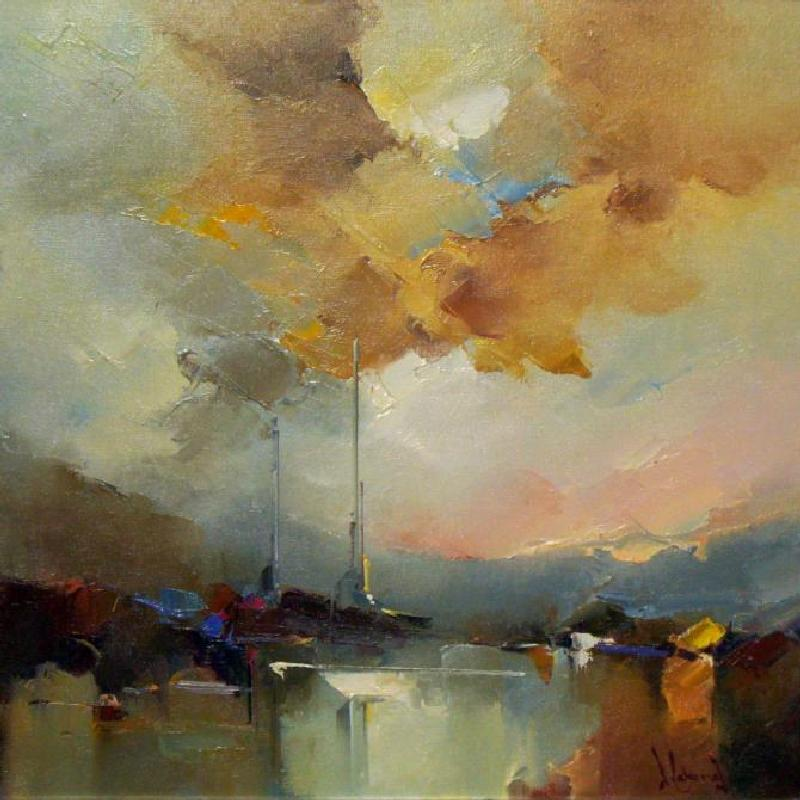
Julio F. Cabral - Óleo espatulado
Puerto solitario. 80x80cm

- 1962 Galería de Arte Scarinci. Porto Alegre, Brasil.
- 1970 Casino del Estado, Punta del Este, Uruguay.
- 1980 Galería Edelweiss, Porto Alegre, Brasil.
- 1989 Galería Manzione. Punta del Este, Uruguay.
- 1990 Galería Borghesse. Río de Janeiro, Brasil.
- 1996 Galería Manzione. Punta del Este, Uruguay.
- 2003 Galería de Arte Ática. Montevideo, Uruguay.
- 2005 Galería MVD. Montevideo, Uruguay.
- 2007 Galería de los suspiros. Colonia del Sacramento, Colonia.
- 2008 Les Marchands d'Art. Museos en la noche. Montevideo, Uruguay.[1]
- 2010 Museo Solari. Fray Bentos, Uruguay.

## Distinciones
Fue distinguido con numerosos premios en Uruguay en Salones Nacionales y Municipales desde 1974, destacándose el Gran Premio Salón Municipal, Treinta y Tres, 1978 y el Primer Premio Club Naval, Montevideo, 1991.